# Distrito electoral de Fairdale-Logan (condado de Howard, Nebraska)
Fairdale-Logan (en inglés: Fairdale-Logan Precinct) es un distrito electoral ubicado en el condado de Howard en el estado estadounidense de Nebraska. En el Censo de 2010 tenía una población de 192 habitantes y una densidad poblacional de 1,07 personas por km².

## Geografía
Fairdale-Logan se encuentra ubicado en las coordenadas 41°19′44″N 98°29′13″O / 41.32889, -98.48694. Según la Oficina del Censo de los Estados Unidos, Fairdale-Logan tiene una superficie total de 178,62 km², de la cual 176,91 km² corresponden a tierra firme y (0,96%) 1,71 km² es agua.

## Demografía
Según el censo de 2010, había 192 personas residiendo en Fairdale-Logan. La densidad de población era de 1,07 hab./km². De los 192 habitantes, Fairdale-Logan estaba compuesto por el 95,83% blancos, el 0,52% eran afroamericanos, el 2,08% eran de otras razas y el 1,56% pertenecían a dos o más razas. Del total de la población el 2,08% eran hispanos o latinos de cualquier raza.